# Peripsychoda auriculata
Peripsychoda auriculata är en tvåvingeart som först beskrevs av Curtis 1839.  Peripsychoda auriculata ingår i släktet Peripsychoda och familjen fjärilsmyggor. Inga underarter finns listade i Catalogue of Life.